# Paracolodon
Paracolodon — вимерлий рід тапіроїдних непарнопалих, що належить до родини Helaletidae. Скам'янілості були знайдені в Монголії та регіоні Внутрішньої Монголії Китаю.

## Таксономія
Метью і Грейнджер (1925) описали номінальні тапіроїдні таксони Colodon inceptus і Paracolodon curtus з еоценових відкладень у Східній Азії. Радинський (1965) визнав два номінальні види ідентичними та синонімізував Paracolodon з Colodon inceptus. Dashzeveg і Hooker (1997) віднесли номінальний тапіроїдний вид "Helalestes" fissus до Colodon, як C. fissus, на основі схожості з inceptus. На основі нового матеріалу з басейну Ерлянь у Внутрішній Монголії Bai et al. (2017) визнали Paracolodon як окремий рід від Colodon, що означає, що P. fissus є згаданим видом Paracolodon.